# Белорусский государственный университет
Белору́сский госуда́рственный университет (БГУ) (бел. Белару́скі дзяржа́ўны ўніверсітэ́т (універсітэ́т)) — ведущее высшее учебное заведение Беларуси, расположенное в Минске. Открыт 30 октября 1921 года.

## Общие сведения
В комплекс БГУ входят 42 научно-исследовательских лабораторий, 56 студенческих научно-исследовательских лабораторий, 177 кафедр, 8 инновационных производственных предприятий, 3 учебно-исследовательские станции.
Высшее образование в БГУ студенты получают по 83 специальностям на первой ступени обучения и по 48 — на второй (магистратура). Подготовка кадров высшей квалификации ведется в аспирантуре по 134 специальностям. БГУ координирует деятельность университетов страны по разработке научно-методического обеспечения университетского образования по гуманитарным и естественным специальностям.
Для поступления в БГУ необходимо успешно пройти централизованное тестирование и централизованный экзамен. На некоторые специальности абитуриенты дополнительно сдают вступительные экзамены.
По состоянию на 30 июня 2017 года в университете обучалось 17129 студентов дневной формы. В 2014 году общее число студентов составляло 28 928, 864 обучались в аспирантуре, 47 — в докторантуре. В 2017 году около 2 тыс. человек прошли переподготовку по 47 специальностям и более 17 тыс. человек повышают квалификацию по 195 программам. В комплексе БГУ работают 2894 штатных преподавателей (из них 321 — доктора наук, 1538 — кандидаты наук), около 450 научных сотрудников. Общая численность штатных сотрудников в комплексе БГУ без учёта совместителей — 7809 человек. Для работы преподавателями на условиях штатного совместительства привлечено дополнительно 92 доктора наук и 338 кандидатов наук из других учреждений. В комплексе БГУ работают 5 академиков и 11 членов-корреспондентов НАН Беларуси, свыше 1000 кандидатов наук.
Университет входит в структуру Министерства образования Республики Беларусь.

## История
После закрытия в 1832 году Виленского университета на территории Виленского учебного округа (в 1832—1850 годах — Белорусский учебный округ) не осталось ни единого классического высшего учебного заведения. В 1865 году из Минска, Витебска и Могилёва к Александру II поступили прошения об открытии в одном из этих городов университета. С 1903 года вопрос об открытии в быстрорастущем Минске университета неоднократно обсуждался городской думой, в первый раз инициатором обсуждения выступил Виктор Янчевский, ссылавшийся на большую численность выпускников средних учебных заведений. В 1913 году Минская городская дума предложила отвести для размещения планируемого университета хутор Людамонт и обязалась подвести к этому району электрический трамвай. Однако каждый раз инициатива не находила поддержки у властей. В 1917 году вопрос об открытии университета в Минске рассматривался Временным правительством, а в 1918 году намерение основать Белорусский университет высказывала и Белорусская Народная Республика. Все эти проекты не были реализованы.

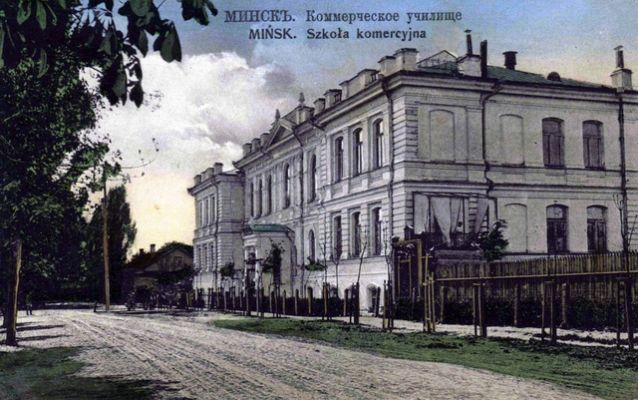
Здание бывшего коммерческого училища

Решение об открытии БГУ было принято Правительством БССР 25 февраля 1919 года. С проектами положения и статута университета выступали профессор М. В. Довнар-Запольский и академик Е. Ф. Карский. На заседании в феврале 1919 года Президиум ЦИК Советов Белоруссии признал открытие государственного университета в Минске «весьма желательным». Однако эта работа была остановлена польской оккупацией летом 1919 года. Деятельность университетской комиссии возобновилась в июле 1920 года.

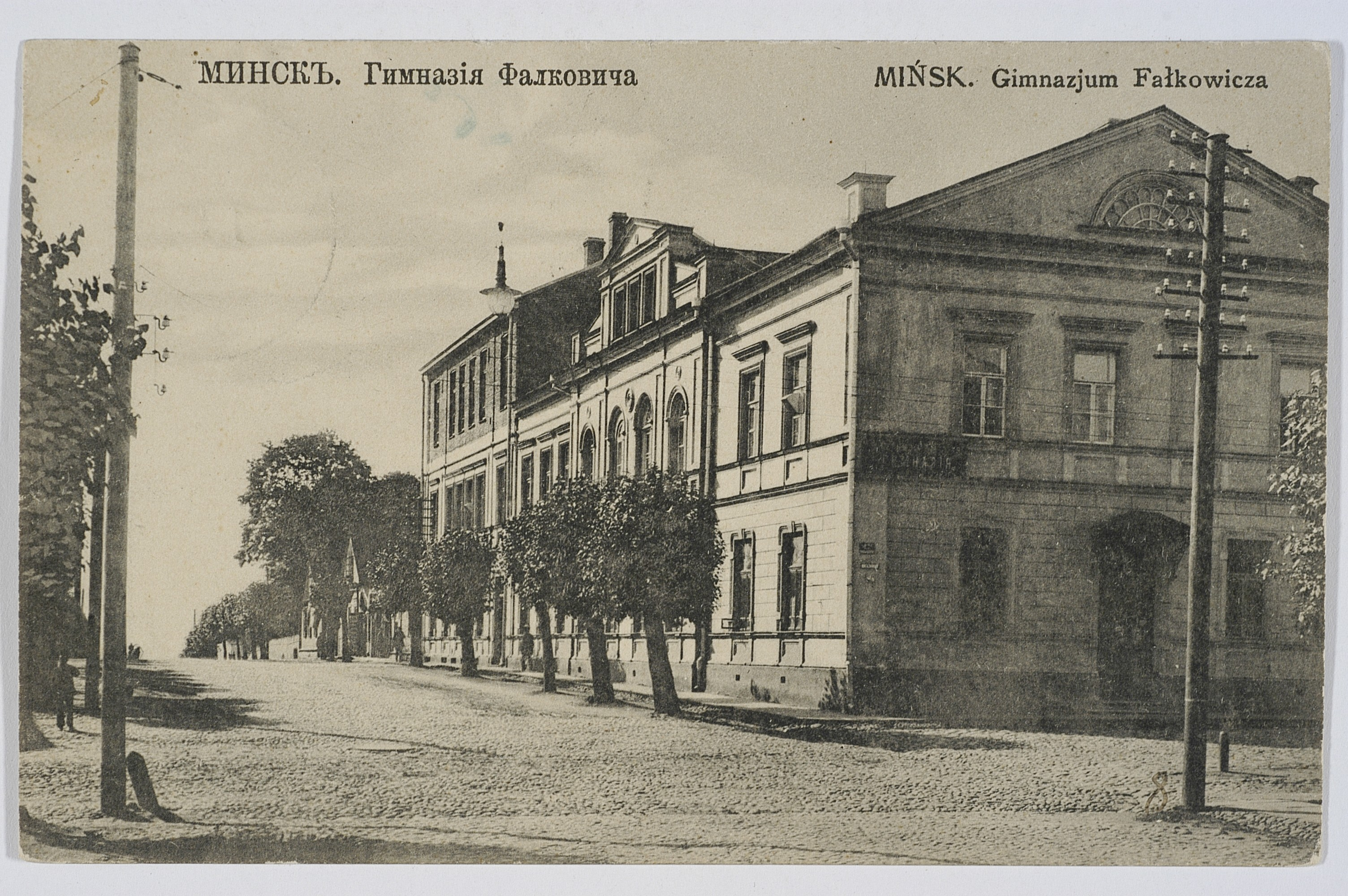
Здание гимназии Фальковича, в котором размещались правление и библиотека БГУ

18 апреля 1921 года президиум ЦИК Белорусской ССР принял постановление об открытии Белорусского государственного университета в Минске в составе пяти факультетов. 2 июля 1921 года коллегия Наркомпроса БССР утвердила Правление БГУ, в состав которого вошли профессор В. И. Пичета, нарком просвещения В. М. Игнатовский, заместитель наркома просвещения М. Я. Фрумкина и профессор Ф. Ф. Турук. Пятое место члена правления от студентов временно осталось вакантным. БГУ начал работу 30 октября этого же года. Первоначально в нём было 5 факультетов: сельскохозяйственный, физико-математический, медицинский, общественных наук и рабочий (последний факультет начал работу ранее остальных — 17 июня). Первым деканом факультета общественных наук стал В. М. Игнатовский, медицинского факультета — М. Б. Кроль. Первая лекция в БГУ была прочитана 31 октября 1921 года бывшим профессором МГУ Д. П. Кончаловским и была посвящена культуре Средиземноморья в эпоху Римской империи.

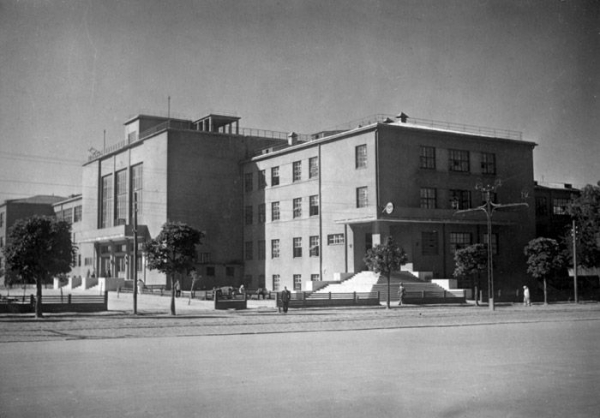
Главный корпус БГУ со стороны Дома правительства, 1930-е годы (в перестроенном виде это здание сегодня часть педагогического университета)

На момент открытия в БГУ работало 14 профессоров, 49 преподавателей и 10 ассистентов. К концу декабря на все факультеты, исключая рабочий, было зачислено 1124 человека. Первые вступительные экзамены для абитуриентов, однако, были введены лишь в сентябре 1923 года. В 1922/23 учебном году на медицинском факультете БГУ обучалось 549 студентов, на факультете общественных наук — 918, на педагогическом факультете (включая физико-математическое отделение, открытое в 1922 году вместо отдельного факультета) — 993, на рабочем факультете — 400. В конце 1924 года в университете обучалось 2483 студента, на 25 кафедрах работало 19 профессоров, 29 преподавателей, 19 ассистентов. В том же году приём на факультет общественных наук был приостановлен. 26 августа 1925 года по решению СНК БССР был открыт факультет права и хозяйства с правовым и экономическим отделениями. 1 октября 1926 года на базе библиотеки БГУ была создана Государственная библиотека БССР (сегодня — Национальная библиотека Беларуси). В 1927 году в БГУ была защищена первая докторская диссертация и открыта аспирантура. В 1927/28 учебном году в БГУ обучалось 708 студентов на медицинском факультете, 1316 — на педагогическом, 648 — на факультете права и хозяйства; преподавательской деятельностью занимались 51 профессор, 53 доцента, 84 ассистента, 88 преподавателей, 24 ординатора и 6 лаборантов. Долгое время БГУ располагался в различных зданиях, разбросанных по всему городу. В 1921 году ЦИК БССР отвёл для нужд университета несколько зданий в центре города: бывшую гимназию Фальковича (канцелярия, библиотека, рабфак; в настоящее время — исторический факультет), фабрику «Виктория» (анатомический театр), бывшее частное еврейское реальное училище Э. М. Хайкина (факультет общественных наук), бывшее епархиальное училище (медицинский факультет), гостиница «Гарни» (общежитие студентов рабфака). В 1926 году был объявлен конкурс на строительство здания университета, в 1927 году был утверждён проект строительства 16 объектов, в следующем году началось строительство, а в сентябре 1930 года строительство университетского городка было завершено.

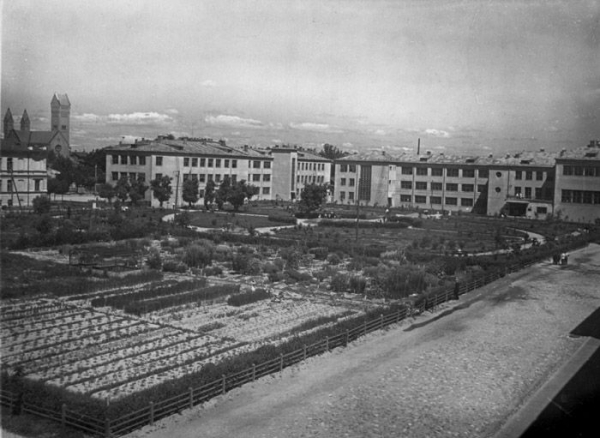
Сквер и садовый питомник в Университетском городке, 1930-е гг.

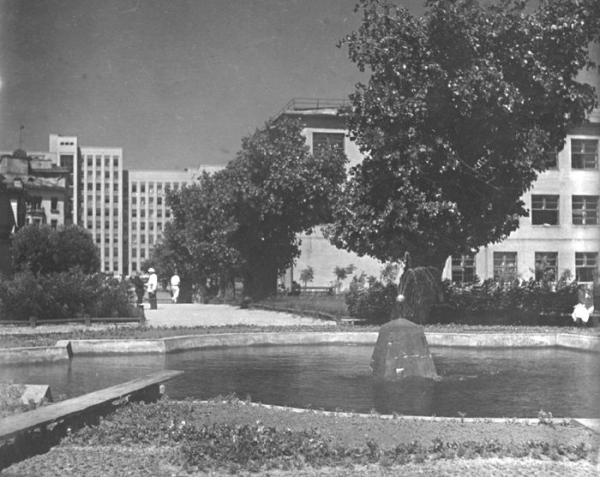
Сквер и фонтан в Университетском городке, 1930-е гг.

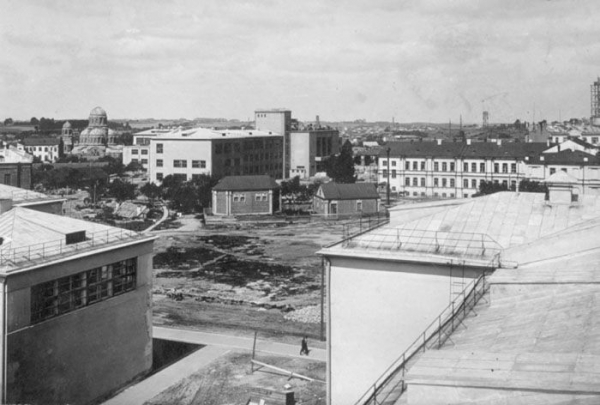
Панорама Университетского городка

В 1930—1931 годах БГУ претерпел серьёзную реорганизацию. В августе 1930 года на базе медицинского факультета БГУ был создан медицинский институт. В 1931 году из состава БГУ был выделен Политпросветинститут. На базе факультета хозяйства и права в том же году были созданы планово-экономический и финансово-экономический институты и институт потребительской кооперации (в 1933 году Институт народного хозяйства), на базе факультета права и советского строительства создан институт советского строительства и права. На базе двух отделений (социально-исторического и литературно-лингвистического) педагогического факультета был создан Высший педагогический институт. В 1931 году на базе открытого в прошлом году химического отделения педагогического факультета открыт химический факультет. В том же году открыт биологический факультет. В конце 1931 года в БГУ обучалось 218 студентов на физико-математическом отделении, 105 — на биологическом факультете, 113 — на химическом. В 1933 году физико-математическое отделение преобразовано в отдельный факультет, в 1934 году были созданы исторический и географический (первоначальное название — геолого-почвенно-географический) факультеты.
Численность студентов в БГУ в 1921—1934 годах:
| Учебный год | 1921/22 | 1922/23 | 1923/24 | 1924/25 | 1925/26 | 1926/27 | 1927/28 | 1928/29 | 1929/30 | 1930/31 | 1931/32 | 1932/33 | 1933/34 |
| Студентов   | 1126    | 2092    | 2328    | 2298    | 2530    | 2550    | 2672    | 2552    | 2332    | 1579    | 437     | 528     | 635     |

В 1936/37 году в университете обучалось 925 студентов: 187 — на химическом факультете, 178 — на биологическом, 259 — на физико-математическом, 140 — на историческом, 161 — на географическом. В это время БГУ состоял из 5 факультетов и рабфака с 23 кафедрами: органической химии, аналитической химии, физической химии, неорганической химии (химический факультет), физиологии растений, систематики растений, зоологии позвоночных, физиологии и анатомии человека (биологический факультет), истории СССР и БССР, новой истории, истории древнего мира и средних веков, диалектического материализма и ленинизма (исторический факультет), почвоведения, общей геологии, минералогии и петрографии, физической географии (географический факультет), математики, механики, физики (физико-математический факультет), иностранных языков, физкультуры и спорта (общеуниверситетские). В 1937-40 годах в БГУ были открыты кафедры математического анализа, высшей алгебры, теоретической механики, марксизма-ленинизма и политической экономии. В 1939 году был открыт филологический факультет с отделениями белорусского языка и литературы и русского языка и литературы, а рабочий факультет был закрыт. В 1940/1941 учебном году в БГУ работало 17 профессоров, 40 доцентов и 42 старших преподавателя. Шестеро из семи первых ректоров БГУ годов были репрессированы в 1930-е годы.
В 1924—1941 гг. в университете выходили газеты «Голас студэнта», «Ленінскім шляхам», «За пралетарскія кадры», «За ленінскія кадры».

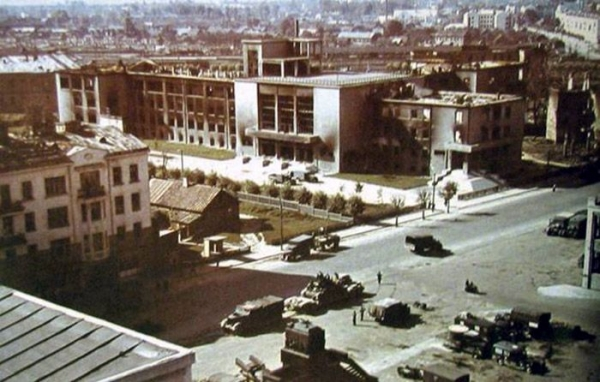
Главный корпус БГУ с крыши Дома правительства

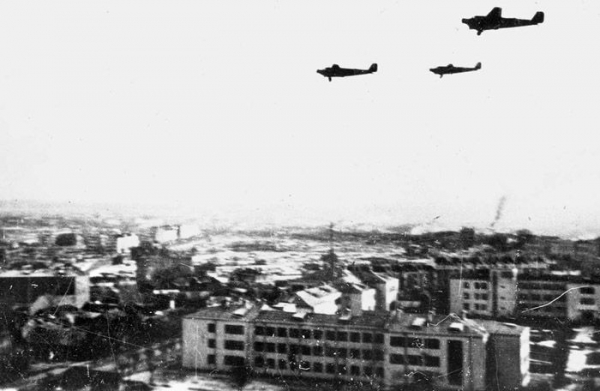
Германские бомбардировщики над Минском в районе Университетского городка. В 1940 году один из корпусов БГУ был передан штабу БВО

Во время Второй мировой войны БГУ был частично эвакуирован в Москву, но некоторое время не работал. Университет возобновил свою деятельность в мае 1943 года, а занятия возобновились в октябре 1943 года на подмосковной станции Сходня. В августе 1944 года БГУ был возвращён в Минск. За время оккупации имущество университета было уничтожено или разграблено, а все корпуса, кроме корпуса физико-математического факультета, были разрушены. В восстановлении учебной деятельности университета большую помощь оказал МГУ.
В 1949 году университету было присвоено имя В. И. Ленина. В этом году в университете насчитывалось 6 факультетов, 35 кафедр, 2 самостоятельных института, 161 преподаватель и 1220 студентов. Очень остро стояли проблемы обеспеченности университета квалифицированными специалистами и учебными площадями, однако в 50-е годы эти проблемы были успешно решены. В 1955 году Минский юридический институт был реорганизован в юридический факультет университета. В 1957 году, когда ректором университета стал учёный-физик Антон Никифорович Севченко, БГУ ждали преобразования, в том числе создание в университете крупной научной школы в области спектроскопии, люминесценции и лазерной физики, заложены основы научной школы по исследованию теории элементарных частиц оптических и акустических свойств кристаллов, также в университете была открыта кафедра вычислительной математики. БГУ стал одним из крупнейших научно-образовательных центров СССР. За эти достижения в 1967 году университет был удостоен ордена Трудового Красного Знамени. В последующие годы в БГУ были созданы научная школа по ядерной оптике, научная школа в области физической электроники и радиационной физики твёрдого тела, научная школа по биофизике, создано несколько научных школ на химическом факультете. С середины 1980-х годов начали развиваться научные школы в области гуманитарных наук — истории Беларуси и белорусского языка. До 1969 года, когда Гомельский педагогический институт был преобразован в Гомельский государственный университет, БГУ оставался единственным университетом в БССР.

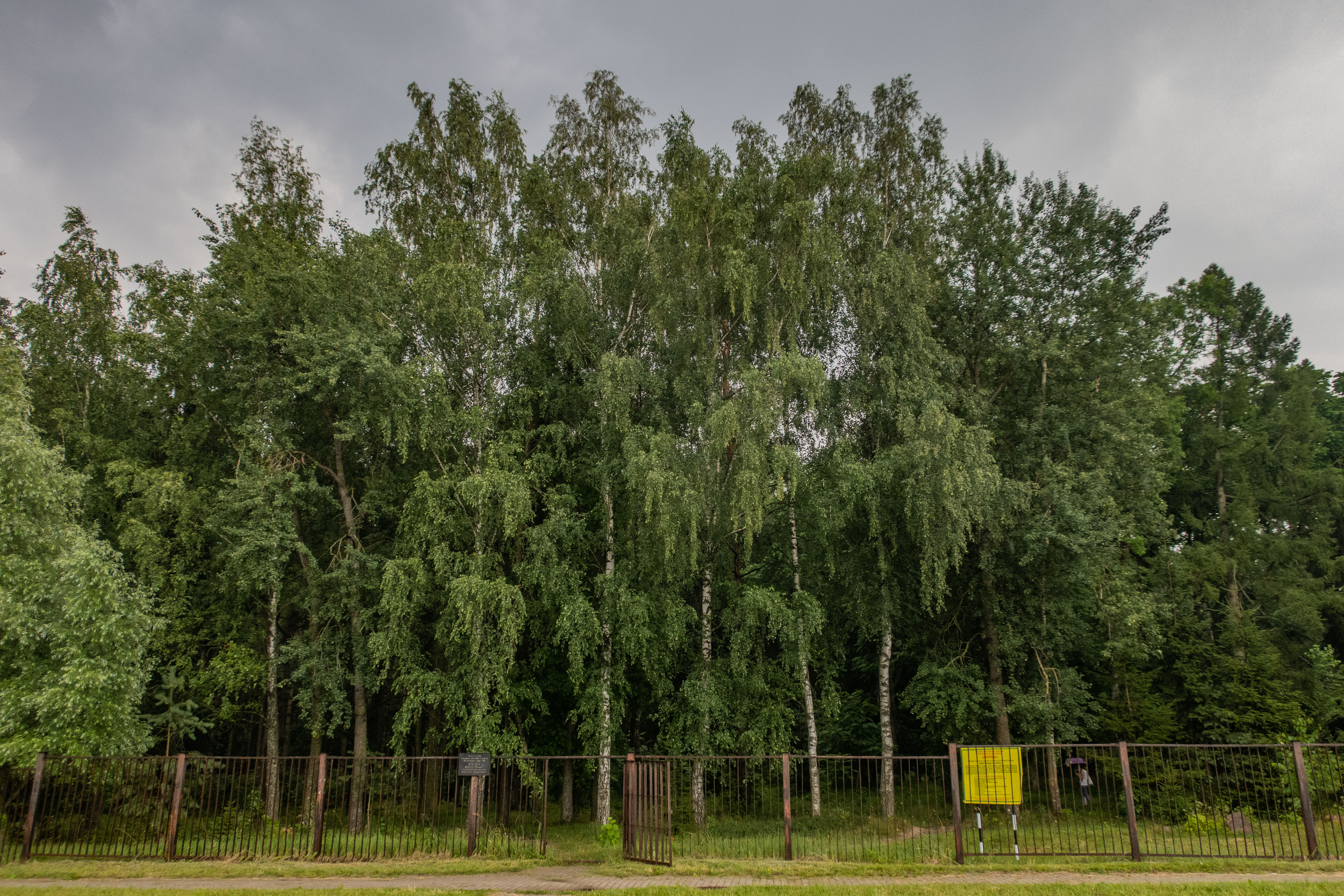
Ботанический памятник природы республиканского значения «Дубрава»

В 1962 году в БГУ обучалось уже 8 тысяч студентов, в 1970 году — 15 тысяч студентов на 15 факультетах и 91 кафедре по 40 специальностям; количество преподавателей выросло до 1109. В 1958—1962 годах велось строительство нового учебного корпуса на площади Ленина (современная площадь Независимости), в 1966 году был сдан в эксплуатацию корпус физического факультета на улице Бобруйской, а в 1969 году — корпус химического факультета на улице Ленинградской.
В 1967 году на базе отделения журналистики филологического факультета был создан факультет журналистики, в 1970 году на базе математического факультета был создан факультет прикладной математики. В 1975 году математический факультет был преобразован в механико-математический, а из состава физического факультета выделен факультет радиофизики и электроники. В 1979—1980 годах были озвучены планы строительства новой учебной и научной базы БГУ возле запланированной станции метро «Восток», которые не были реализованы, а в 1980 году возле деревни Щомыслица под Минском открылся корпус природоведческих факультетов. В 1986 году возле данного корпуса был создан ботанический памятник природы республиканского значения «Дубрава», переданный под охранное обязательство БГУ и используемый как дендрарий ботанического сада биологического факультета.
В апреле 1981 года студенты отделения философии БГУ В. Ломака, В. Золотарь, И. Воицкая, А. Малащук, Л. Свердлов написали письмо, содержащее предложения, направленные на усиление участия студентов в жизни факультета: права выбора спецкурсов, оценка преподавателей и т. д. Под письмом в течение двух недель подписалось около 50 человек, 80 % из них студенты отделения философии. Цели акции виделись организаторами как «улучшение уровня преподавания на факультете». Письмо было расценено руководством факультета как «бунт философов». Было заведено дело в КГБ, которое курировалось непосредственно ЦК КПБ. Акция стала актом противостояния студентов тоталитарно-репрессивной машине советского государства.
Были запущены механизмы запугивания и репрессий: вызовы в КГБ, разбирательства на комсомольских и партийных собраниях, «срезания» на сессии. Из университета были вынуждены уйти А. Малащук, И. Воинская, В. Золотарь. В отношении Л. Свердлова ставился вопрос об исключении из комсомола и из университета. А. Малащук после безуспешных попыток восстановиться в университете публично покончил жизнь самоубийством — весной 1985 года он выбросился с 6 этажа главного корпуса БГУ на площади Ленина, пригласив на акт своих друзей и знакомых.
В результате акции отделение философии начало рассматриваться как «ненадежное». При поступлении требовалась рекомендация обкома КПБ. Был упразднен механизм «распределения», началась практика выдачи «свободных дипломов».
В годы перестройки изменилась система гуманитарного образования в БГУ. В частности, в 1989 году было открыто отделение социологии, а в том же году на его основе, а также отделений политэкономии и философии был создан философско-экономический факультет. В 1989-90 годах кафедра истории КПСС была переименована в кафедру политической истории, кафедра марксистско-ленинской философии гуманитарных факультетов стала кафедрой философии, кафедра марксистско-ленинской философии природоведческих факультетов — кафедрой философии и методики науки, а кафедра научного коммунизма — кафедрой социально-политических теорий и политологии. В начале 1992 года Белорусский институт политологии и социального управления Компартии Белоруссии преобразован в факультет политологии БГУ.
На заседании Ученого Совета университета (протокол № 9 от 23 декабря 1991 года) было принято решение о переименовании Белорусского государственного университета имени В. И. Ленина в Белорусский государственный университет.
В 1990-е годы были открыты факультет международных отношений (1995), Институт бизнеса и менеджмента технологий БГУ (1996, до 2007 — существовал под названиями Специальный факультет переподготовки кадров по менеджменту технологий при Белгосуниверситете и Международная школа бизнеса и менеджмента технологий), Государственный институт управления и социальных технологий (2003), Институт теологии имени святых Мефодия и Кирилла (2004), гуманитарный факультет (2004). В 2003 году образован военный факультет. В 2008 году факультет журналистики был преобразован в Институт журналистики БГУ (в 2018 году снова стал факультетом).
В 1990-е и 2000-е годы был создан ряд научно-исследовательских центров: физики частиц и высоких энергий (1993), мониторинга озоносферы (1997), прикладных проблем математики и информатики (2000), проблем человека (2000).
С 2008 г. ведётся обучение студентов в рамках Государственной программы подготовки кадров для ядерной энергетики на 2008—2020 гг. 31 октября 2008 года Указом Президента Республики Беларусь А. Г. Лукашенко ректором Белорусского государственного университета назначен профессор, академик С. В. Абламейко. 8 ноября 2010 года факультет радиофизики и электроники переименован в факультет радиофизики и компьютерных технологий)
1 сентября 2012 года при участии Президента Беларуси Александра Лукашенко состоялась церемония открытия нового корпуса факультета международных отношений БГУ, здание расположилось в центре Минска, недалеко от железнодорожного вокзала и главного корпуса БГУ. В 2015 году к университету был присоединен Международный экологический университет имени А. Д. Сахарова, ставшего структурным подразделением БГУ.
28 сентября 2017 года ректором Белорусского государственного университета назначен А. Д. Король.
В 2020—2021 годах за участие в протестах и открытое выражение гражданской позиции были уволены преподаватели Елена Лаевская, Елена Басалай, Степан Захаркевич, Денис Тушинский, Егор Приставко, Александр Дубровский, а также было отчислено несколько студентов. В 2021 году четверо студентов БГУ (Ксения Сыромолот, Егор Каневский, Татьяна Екельчик, Илья Трахтенберг) были приговорены к 2 годам 6 месяцам колонии общего режима за участие в протестах студентов осенью 2020 года; их признали виновными в администрировании телеграм-каналов, призывах к участию в акциях протеста и срывах образовательного процесса. Свидетелями выступали работники и преподаватели БГУ. Всех студентов правозащитники признали политическими заключёнными. В числе доказательств вины фигурировало видео выступления студентки ФФСН БГУ Ксении Сыромолот со ссылками на Этический кодекс БГУ и Конституцию.

## Современное состояние

### БГУ в рейтингах
C 2008 года БГУ участвует в одном из самых известных вебометрических рейтингов — Webometrics Ranking of World Universities. За последние три года рейтинг БГУ постоянно растёт. В августе 2015 года университет занимал 609-ю позицию, а в марте 2018 года — 487-е место.
Среди университетов стран СНГ БГУ находится на четвёртом месте, пропустив вперёд лишь 3 российских университета: МГУ им. М. В. Ломоносова, Санкт-Петербургский и Томский университеты. В рейтинге Интерфакс вузов стран постсоветского пространства 2013 года занимает 2-е место.
Согласно рейтингу британского агентства QS WUR, проводящегося с 2004 года, по состоянию на 2024 год БГУ входит в топ-500 лучших университетов мира, находясь на 387-й позиции.
В рейтинге «World University Rankings» от Times Higher Education за 2018 год БГУ разделил позиции с 801-ю по 1000-ю. Самым лучшим показателем университета была названа международная репутация (54,8 балла), а двумя наихудшими — исследования (9,9) и цитирование работ сотрудников университета (11,9 балла).
В 2014 году агентство «Эксперт РА» присвоило университету рейтинговый класс «В», означающий «очень высокий» уровень подготовки выпускников.

### Международная деятельность
БГУ является членом Евразийской и Европейской ассоциаций университетов, имеет 324 международных соглашения о сотрудничестве с образовательными и научными учреждениями из 50 стран мира. К партнёрам БГУ относятся такие ведущие вузы Европы, как Йенский и Бохумский университеты в Германии, Варшавский, Вроцлавский и Краковский университеты в Польше, Карлов университет и Университет им. Т. Масарика в Чехии; в Прибалтике — Вильнюсский и Латвийский университеты, университеты Тулузы и Савойи во Франции, Падуи, Тренто, Перуджи — в Италии, Барселоны, Гранады и Сарагосы — в Испании. На базе БГУ работают Информационный центр Европейского союза, Информационный пункт Совета Европы, Республиканский институт китаеведения имени Конфуция, Центр международных исследований. В университете реализуется ежегодно более 40 международных проектов по линии таких программ, как ТЕМПУС, ИНТАС, Трансграничное сотрудничество ЕС, 7-я Рамочная программа ЕС, МНТЦ. Международное сотрудничество осложняется тем обстоятельством, что Республика Беларусь не участвует в Болонском процессе.
С 2012 года реализуются 4 новых проекта ТЕМПУС в следующих областях: создание межуниверситетских центров поддержки студенческих инновационных разработок, интегрированная система университетского менеджмента, разработка тренинг-сети по улучшению образования в области энергоэффективности, безопасность человека на территориях, пострадавших от радиоактивного загрязнения. По программе академической мобильности Эразмус Мундус реализуются 3 новых проекта: «Развитие обучения в странах ЕИДП на основе чистых технологий и научно-исследовательской деятельности», «Мобильность для инноваций и развития», «Вся Европа вне границ».
По состоянию на 2023 год в БГУ обучается 4200 иностранных граждан по программам довузовской подготовки, высшего и послевузовского образования. В БГУ обучаются студенты из 50 стран мира, большинство студентов — граждан зарубежных государств составляют граждане Китая, Туркменистана и России.

## Санкции ЕС
После Площади 2010, в феврале 2011 года, Сергей Абламейко, тогдашний ректор БГУ, был включён в «Чёрный список ЕС». В своём решении Совет Европейского союза отметил, что Абламейко несёт ответственность за исключение студентов из университета за то, что они участвовали в демонстрациях 19 декабря 2010 года и в других мирных демонстрациях в 2011 году.

## Структура
В комплекс БГУ входят 16 факультетов.

### Факультеты
1. Физический
2. Радиофизики и компьютерных технологий
3. Прикладной математики и информатики
4. Механико-математический
5. Химический
6. Биологический
7. Географии и геоинформатики
8. Журналистики
9. Филологический
10. Философии и социальных наук
11. Экономический
12. Исторический
13. Юридический
14. Международных отношений
15. Социокультурных коммуникаций
16. Военный

Учебные институты и образовательные учреждения
В комплекс БГУ входят следующие учреждения образования.
1. Институт дополнительного образования
2. Институт теологии имени святых Мефодия и Кирилла (размещено в здании духовной консистории)
3. Институт бизнеса БГУ
4. Международный государственный экологический институт имени А. Д. Сахарова
5. Совместный институт Белорусского государственного университета и Даляньского политехнического университета
6. Институт инновационного образования под эгидой БГУ
7. Лицей им. Ф. Э. Дзержинского БГУ
8. Юридический колледж
9. Республиканский институт китаеведения имени Конфуция
10. Республиканский центр олимпийского резерва по футболу
11. Институт переподготовки и повышения квалификации судей, работников прокуратуры, судов и учреждений юстиции
12. Институт повышения квалификации и переподготовки в области технологий информатизации и управления

В состав БГУ входят 6 музеев:
- Музей истории БГУ
- Музей землеведения
- Музей исторического факультета
- Зоологический музей
- Музей юридического факультета
- Нумизматический кабинет

В комплекс БГУ входят 6 научно-исследовательских институтов и центров:
- Институт ядерных проблем
- Научно-исследовательский институт прикладных проблем математики и информатики
- Научно-исследовательский институт физико-химических проблем
- Научно-исследовательский институт прикладных физических проблем имени А. Н. Севченко
- Национальный научно-исследовательский центр мониторинга озоносферы
- Республиканский центр проблем человека

Прочие подразделения:
- Центр информационных технологий
- Центр социологических и политических исследований
- Фундаментальная библиотека
- Учебно-научно-производственное республиканское унитарное предприятие «Унитехпром БГУ»

#### Физический факультет БГУ
Физический факультет БГУ был образован в октябре 1958 года путем разделения существовавшего ранее физико-математического факультета БГУ. По состоянию на 1979 год факультет был одним из крупнейших в БГУ (более 1300 студентов на дневном отделении). Корпус физического факультета располагается на углу улицы Бобруйской и проспекта Независимости. В составе факультета кафедры: биофизики; компьютерного моделирования; лазерной физики и спектроскопии; теоретической физики и астрофизики; физики полупроводников и наноэлектроники; физики твердого тела и нанотехнологий; физической оптики и прикладной информатики; ядерной физики; общей физики. В 2025 году факультет принимает на обучение по специальностям компьютерная физика; прикладная физика; физика (квалификация — «Физик. Преподаватель»); фундаментальная физика; ядерная физика и технологии.

#### Химический факультет БГУ
Химический факультет БГУ — единственный специализированный факультет в Беларуси, обеспечивающий получение образования по химии. На факультете работают более 130 преподавателей, в том числе 4 академика НАН Беларуси. Факультет основан в 1931 году, первым деканом был профессор Эмиль Викентьевич Змачинский.

#### Биологический факультет БГУ
Биологический факультет БГУ основан в 1931 году. Факультет обеспечивает подготовку по специальностям «Биология»; «Биоинженерия и биоинформатика»; «Фундаментальная и прикладная биотехнология»; «Биохимия»; «Микробиология» и «Экология». На факультете работают 9 кафедр, декан факультета — доктор биологических наук Владислав Викторович Хрусталёв.

## Студенческий городок

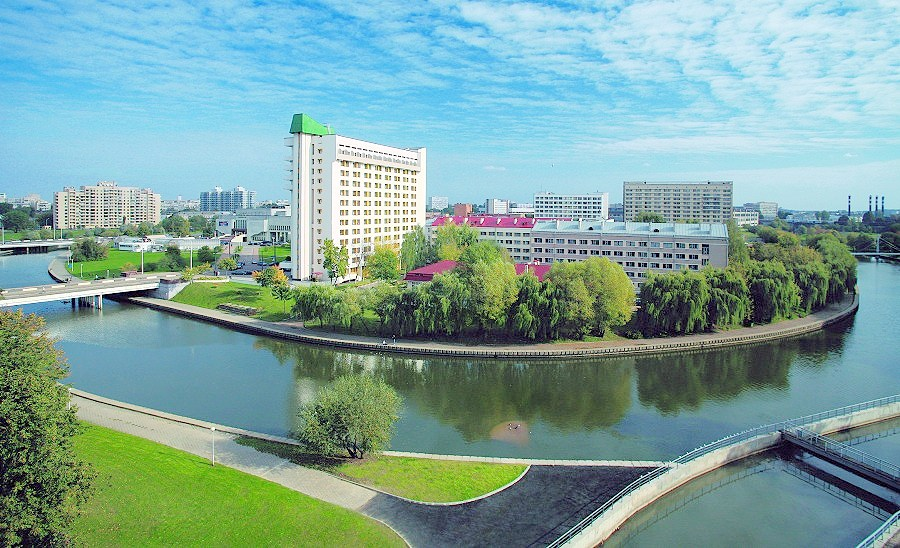
Студенческий городок БГУ в Минске

9 общежитий Белорусского государственного университета обеспечивают жильём иногородних студентов, магистрантов, аспирантов и сотрудников университета. Суммарное количество проживающих более 8000 человек. В общежитии проживает около 60—70 % иногородних студентов первого курса. Четыре общежития расположены на Октябрьской улице, два в филиале БГУ в районе Щомыслицы, два в «студенческой деревне», по одному на улицах Свердлова и на улице Кропоткина.